# Долинський повіт
Доли́нський повіт (нім. Bezirk Dolina) — історична адміністративна одиниця на українських землях, що входила до складу Австро-Угорщини, Західно-Української Народної республіки, Польщі, УРСР і Третього Райху. Адміністративним центром повіту було місто Долина.

## Австро-Угорщина
Провісник пізнішого повіту Судовий повіт Долина (адміністративно-судовий орган влади) був створений наприкінці 1850 р. Одночасно був утворений Судовий повітовий округ Долина, який включав судові повіти:
- Судовий повіт Болехів
- Судовий повіт Долина
- Судовий повіт Рожнятів.

Судовий повітовий округ Долина підпорядковувався утвореному того ж року Окружному апеляційному суду в Станиславові.
Сам Долинський повіт як орган адміністративної влади після проголошення в 1854 р. був створений 29 вересня 1855 р. (паралельно до наявного судового повіту і в тому ж розмірі) у складі округу Стрий.
Під час адміністративної реформи місцевого самоврядування розпорядженням міністерства внутрішніх справ Австро-Угорщини 23 січня 1867 року ліквідовані округи та збільшені повіти, зокрема до попереднього Долинського повіту (з 37 громад) приєднані Болехівський повіт (з 23 громад) і 17 громад Рожнятівського повіту (за винятком приєднаних до Калуського повіту сіл Брошнів, Голинь і Тужилів-Котятичі) Однак у структурі судової адміністрації збереглися Болехівський, Долинський і Рожнятівський судові повіти.
За переписом 1869 р. у повіті проживало 71 588 осіб. Повіт поділявся на 68 кадастральних гмін, складався з 85 самоврядних громад-гмін (3 міських і 82 сільських) та 19 окремих територій (в які об'єднані 77 фільварків) — загалом 104 адміністративних одиниць. За переписом у повіті було 54 930 греко-католиків, 6 759 римо-католиків, 11 вірмено-католиків, 10 православних, 1546 лютерани, 43 кальвіністи і 8 289 юдеїв. Надалі до повіту приєднана громада Брошнів.
На 1910 р. повіт поділявся адміністративно на 91 громаду, земельно — на 73 кадастральні гміни та займав площу 2498 км². Населення повіту становило 113 831 особа. Українці-грекокатолики становили 75 % населення повіту, євреї — 11 %. Населені пункти повіту розподілялися між судовими повітами:
Судовий повіт Болехів:
- місто Болехів
- Болехів Руський
- Бряза
- Бубнище
- Церковна
- Тисів
- Човгани
- Довжка
- Ґериня
- Гошів
- Гузіїв Старий
- Кам'янка
- Липа
- Лисовичі
- Лужки
- Новий Вавілон
- Новий Гузіїв
- Нінів Горішній
- Нінів Долішній
- Підбереж
- Похерсдорф
- Поляниця
- Розточки
- Соломонова Гірка
- Слобода-Болехівська
- Станьківці
- Сукіль
- Танява
- Тяпче
- Витвиця
- Воля-Задеревацька
- Волоське Село
- Задеревач

Судовий повіт Долина:
- Белеїв
- Дебелівка
- місто Долина з передмістями Брочків, Новичка, Оболоня і Загір'я
- Енґельсберґ
- Грабів
- Гофнунґзав
- Ілемня
- Якубів
- Яворів
- Кальна
- Княжолука
- Липовиця
- Лолин
- Лоп'янка
- Людвиківка
- Максимівка
- Мізунь Новий
- Мізунь Старий
- Надіїв
- Няґрин
- Новоселиця складається з Новоселиця Вишня і Новоселиця Нижня
- Новошин
- Пациків
- Рахиня
- Раків
- Сенечів
- Слобода-Долинська
- Солуків
- Суходіл
- Тересівка
- Тростянець
- Тур'я Мала
- Тур'я Велика
- Велдіж
- Вишків

Судовий повіт Рожнятів:
- Брошнів
- Ценява складається з Ценява і Демня
- Дуба
- Дубшара
- Янівка
- Ясеновець
- Князівське
- Креховичі
- Лецівка
- Луги
- Вільхівка
- Перегінсько
- Решняте
- містечко Рожнятів
- Ріпне
- Спас складається з Підсухи, Погорілець і Спас
- Струтинь Нижній
- Струтинь Вишній
- Сваричів

### Посли до Галицького сейму
По округу № 34 IV курії (до 1867 р. включав Долинський, Болехівський і Рожнятівський повіти, надалі збігався з укрупненим Долинським повітом) послами (в сучасному значенні — депутатами) до Галицького сейму були:
- 1861—1869 рр. — Іван Гушалевич;
- 1870—1886 рр. — Аполінарій Гоппен;
- 1886—1893 рр. — Мар'ян Мазаракі;
- 1893—1895 рр. — Вінцентій Вітославський;
- 1895—1901 рр. — Василь Небиловський;
- 1901—1907 рр. — Теодор Богачевський;
- 1907—1913 рр. — Стефан Ціпсер;
- 1913—1914 рр. — Іполит Заремба.

## У складі ЗУНР
В листопаді 1918 р. проведені вибори до органів влади ЗУНР. Повіт входив до Станиславської військової області ЗУНР. Повітовим комісаром і Головою Повітової УНРади був обраний адвокат д-р Северин Данилович (УРП), міським комісаром і делегатом до УНРади — директор гімназії д-р Михайло Пачовський. Наприкінці травня 1919 року внаслідок наступу прибулого з Франції корпусу Галлера при синхронному ударі в спину румунських військ повіт був окупований поляками.

## Під польською окупацією
Включений до складу Станиславівського воєводства після утворення воєводства 3 грудня 1920 року на окупованих поляками землях ЗУНР. До складу повіту входило 104 поселення (з них 3 міста, 84 сільські гміни і 14 фільварків) з 20 288 житловими будинками. Площа повіту — 2 498 км².
Загальна чисельність населення повіту складала 101 427 осіб (за даними перепису населення 1921 року), з них 77 817 — греко-католики, 11 664 — римо-католики, 9 843 — юдеї, 2 105 — інших визнань.

### Зміни адміністративного поділу

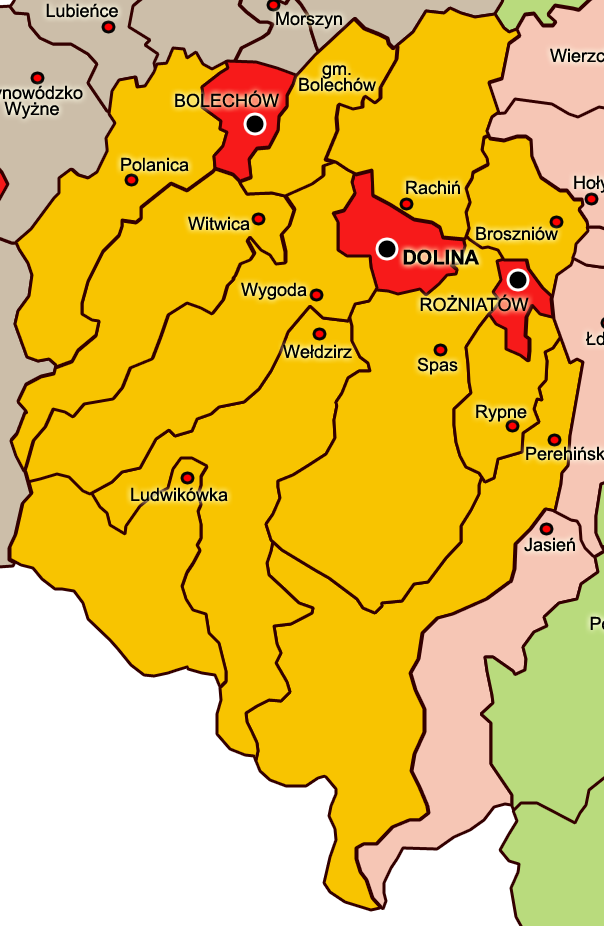
Долинський повіт

26 квітня 1929 р. село Кам'янка передане з Долинського повіту до Сколівського, того ж дня у склад міста Болехів включені сільські гміни Болехів Руський, Вавилон Новий, Соломонова Гірка і Волоське Село.
Розпорядженням Ради міністрів 28 травня 1934 року сільські гміни Лісовіце, Задеревач, Воля Задеревацка, Нінюв Дольни, Нінюв Ґурни і Похерсдорф вилучили з Долинського повіту і включили до Стрийського.
1 серпня 1934 р. було здійснено новий поділ на сільські гміни шляхом об'єднання дотогочасних (збережених від Австро-Угорщини) ґмін, які позначали громаду села. Новоутворені ґміни відповідали волості — об'єднували громади кількох сіл або (в дуже рідкісних випадках) обмежувались єдиним дуже великим селом.

#### Міста (Міські ґміни)
1. м. Болехів
2. м. Долина
3. містечко Рожнятів — місто з 1934 р.

#### Сільські ґміни
Кількість:
1920—1929 рр. — 78
1929—1934 рр. — 77
1934 рр. — 71
1934—1939 рр. — 11
| Об'єднані сільські ґміни 1934 року | Об'єднані сільські ґміни 1934 року | Старі сільські ґміни | Кількість |
| ---------------------------------- | ---------------------------------- | --- | --------- |
| 1                                  | Ґміна Болехів                      | Гошів, Гериня, Новий Гузіїв, Підбережжя, Старий Гузіїв, Танява, Тяпче, Човгани                                                                                               | 8         |
| 2                                  | Ґміна Брошнів                      | Брошнів, Креховичі, Раків, Сваричів | 4         |
| 3                                  | Ґміна Велдіж                       | Велдіж, Енґельсберґ, Лолин, Максимівка, Ніаґрин, Новошин, Тересівка | 7         |
| 4                                  | Ґміна Вигода                       | Вигода, Дебелівка, Княжолука, Новий Мізунь, Старий Мізунь, Новоселиця, Пациків, Мала Тур'я, Яворів                                                                           | 9         |
| 5                                  | Ґміна Витвиця                      | Витвиця, Кальна, Липа, Лужки, Розточки, Слобода-Болехівська, Станківці, Церковна                                                                                             | 8         |
| 6                                  | Ґміна Людвиківка                   | Вишків, Людвиківка, Сенечів | 3         |
| 7                                  | Ґміна Перегінськ                   | Вільхівка, Перегінське, Решняте | 3         |
| 8                                  | Ґміна Поляниця                     | Бряза, Бубнище, Поляниця, Сукіль, Тисів | 5         |
| 9                                  | Ґміна Рахиня                       | Белеїв, Велика Тур'я, Гофнунґзау, Надіїв, Рахиня, Слобода-Долинська, Солуків, Тростянець, Якубів                                                                             | 9         |
| 10                                 | Ґміна Ріпне                        | Дуба, Дубшари, Князівське, Лецівка, Ріпне, Цінева | 6         |
| 11                                 | Ґміна Спас                         | Ґрабів, Ілемня, Липовиця, Лоп'янка, Луги, Спас, Струтин Горішній, Струтин Долішній, Суходіл                                                                                  | 9         |
| передано до Сколівського повіту    | передано до Сколівського повіту    | Кам'янка (до 1929) | 1         |
| передано до Стрийського повіту     | передано до Стрийського повіту     | Воля Задеревацка (до 28.05.1934), Лісовіце (до 28.05.1934), Задеревач (до 28.05.1934), Нінюв Дольни (до 28.05.1934), Нінюв Ґурни (до 28.05.1934), Похерсдорф (до 28.05.1934) | 6         |

### Населення
Українці-грекокатолики становили 73 % населення повіту (1910).
У 1939 році в повіті проживало 128 125 мешканців (98 920 українців-грекокатоликів — 77,21 %, 2 985 українців-латинників — 2,33 %, 10 730 поляків — 8,37 %, 11 025 євреїв — 8,6 % і 4 465 німців та інших національностей — 3,48 %).

## Радянський період
27 листопада 1939 р. повіт включено до новоутвореної Станіславської області.
17 січня 1940 р. повіт ліквідовано у зв'язку з поділом його території на 4 райони — кожен із кількох колишніх ґмін:
- Болехівський — з міста Болехів та ґмін Болехів, Витвиця і Поляниця,
- Вигодський — ґмін Вигода, Велдіж і Людвиківка,
- Долинський — з міста Долини та ґмін Рахінь і Брошнюв,
- Рожнятівський — з містечка Рожнятів та ґмін Перегіньск, Рипне і Спас).

## Третій Райх
Під час німецької окупації у 1941—1944 рр. Долинський повіт був відновлений як адміністративна одиниця Крайсгауптманшафту Калуш Дистрикту Галичина. Відновлений також був і поділ на гміни (волості).

## Сучасність
Нині на території Долинського повіту розташовані три адміністративні одиниці Івано-Франківської області: Долинський та Рожнятівський райони, місто обласного значення Болехів і одна Львівської (частково Стрийський район).